# Famille de Voisins (Languedoc)
La famille de Voisins est une famille noble française qui s'établit en Languedoc au XIIIe siècle et donnée comme originaire de l'Île-de-France.
Elle forma plusieurs branches maintenues nobles en 1668 sur preuves de 1427, en 1669 sur preuves de 1492 et en 1715 sur preuves de 1507. Elle s'est éteinte avec sa dernière branche en 1867.

## Histoire
Selon Chérin et d’Hozier, la famille de Voisins était une famille d'ancienne chevalerie originaire de I’Île-de-France.
Elle est donnée comme tirant son origine du village de Voisins à Louveciennes.
Pierre de Voisins qui combattit sous Simon IV de Montfort lors guerre contre les Albigeois et s’établit en Languedoc, où il fut sénéchal de Carcassonne et de Béziers, est considéré comme issu de cette famille de Voisins en Île-de-France. Simon de Montfort lui inféoda la petite ville de Limoux.

## Branche de Frimbault
La branche des seigneurs de Frimbault demeurée en Île-de-France remontait sa filiation prouvée à 1507, fut maintenue noble en 1715 et fit ses preuves pour les États militaires en 1765, 1766 et I768. Cette branche subsista jusqu'au XIXe siècle.

## Branches en Languedoc
Pierre II de Voisins fut le père de Guillaume de Voisins, seigneur de Confoulens (en Languedoc) et de Limoux, cité en 1278 et 1292, marié à Gaucerande de Narbonne dont il eut plusieurs fils, entre autres Guillaume de Voisins qui suit, et Pierre de Voisins, seigneur de Confoulens, dont le descendant, Jean de Voisins, épousa en 1396 Jeanne de Montaut qui lui donna : Guillaume, auteur des barons de Confoulens, de Montaut et de La Bruyère, éteints au XVIIe siècle et Jean, auteur des barons d’Ambres, vicomtes de Lautrec, également éteints au XVIIe siècle.
Guillaume, fils aîné de Guillaume et de Gaucerande de Narbonne, cité en 1308, seigneur de Pezens, épousa Hélène de Barrière et eut pour petit-fils Blaise de Voisins, marié en 1417 à Hélips de Voisins, qui lui donna Raymond et Amalric auteurs de 2 branches.
La branche de la famille de Voisins qui portait les titres de comte de Lautrec et de baron d'Ambres, s'éteignit, en 1588 dans la famille de Gelas, qui porta dès lors les noms de Voisins, de Lautrec et d'Ambres.
La branche des barons d'Arques finit dans la maison de Joyeuse. La branche des seigneurs de Moussoulens se fondit dans la maison de Saint-Jean d'Honous, dont quelques membres portèrent le nom de Voisins. Celle des marquis d'Alzau s'éteignit en 1788 dans la famille de Pins.

### Branche d'Alzau
Raymond de Voisins, seigneur de Pezens, fut l’aïeul d’Antoine, marié en 1532 à Catherine Barrilet, dame d’Alzau, qui lui donna Bernard, chevalier de Malte, gentilhomme de la Chambre, marié en 1579 à Marguerite de Saint-Jean et père de Jean, seigneur d’Alzau, allié en 1607 à Eléonore de Maurel d’Aragon. Leur fils Jacques, seigneur de Pezens et d’Alzau, chambellan du duc d’Orléans, maintenu noble en 1669 sur preuves de 1492  fut créé baron de Voisins et d’Alzau par lettres patentes de 1674. Admis aux États de Languedoc, il épousa en 1640 Marie de Quérigut et fut père de Jean-François, dit marquis d’Alzau, marié en 1674 à Paule d’Alibert dont le fils Gabriel fit ses preuves pour les pages de la Petite Écurie en 1691 et qui épousa en 1716 Marie-Thérèse de Maurès de Malartic. Ils eurent pour fils Pierre-Joseph, page de la Petite Écurie en 1775, dit marquis d’Alzau, admis aux Honneurs de la Cour en 1768, marié à Marthe-Jeanne de Bruyères de Chalabre, père de Pierre-Joseph-Emmanuel qui fit ses preuves pour le service en 1782 et fut admis aux Honneurs de la Cour en 1787 et mourut sans alliance en 1788.

### Branche de Brugayrolles
La branche des seigneurs de Brugayrolles, ne prouve pas très-nettement sa filiation. Elle a pris, depuis 1815, les titres de courtoisie de marquis, comte et vicomte de Voisins.
Amalric de Voisins, 2e fils de Blaise et d’Hélips de Voisins, fut père de Pierre, seigneur de Cuxac, cité en 1497, dont le petit-fils Guillaume, seigneur de Cuxac épousa Peironne de Rabot et en eut Gabriel, cité en 1585, marié à Germaine de Selles de Ferrout. Leur fils Odet, seigneur de Villeneuve et d’Hautpoul, maintenu noble en 1668 sur preuves de 1427, épousa en 1613 Germaine de Génibrousse qui lui donna : 1) Sébastien, seigneur d’Hautpoul, marié en 1663 à Claire de Lordat, père d’Odet et de Jean-Baptiste qui firent leurs preuves pour les pages de la Petite Écurie en 1683 ; 2) Olivier, maintenu noble avec son père et son frère en 1668. allié en 1659 à Jeanne d’Anty dont il eut Jean-Sébastien seigneur de Brugayrolles, marié en 1691 à Anne de Calmel, père de François-Dominique qui épousa en 1719 Claire de Voisins de Pomas d’où deux fils. Le deuxième, Jacques-Rose de Voisins fit ses preuves pour le service en 1743. L’aîné, Jean-Baptiste, seigneur de Brugayrolles, dit le marquis de Voisins, admis aux Honneurs de la Cour en 1788 avec son fils aîné Jacques-Rose, épousa en 1788 Madeleine de Beynaguet de Pennautier dont il eut dix fils. L’un d’eux, évêque de Saint-Flour, fut créé baron de l’Empire en 1808. L’aîné, Jacques-Rose de Voisins, dit le vicomte, puis le marquis de Voisins, épousa en 1799 Louise-Henriette de Lambert et fut père de Joseph-Henri. mort sans alliance en 1867.
On trouve également plusieurs autres branches dont le point de jonction n’est pas certain, entre autres : celle des seigneurs de Cornebarrieu, maintenue noble en 1669 sur preuves de 1527, et celle des seigneurs de Blagnac qui donnèrent un capitoul de Toulouse en 1503.
Le nom de Voisins était encore porté au XIXe siècle  par d’autres familles  qui ne paraissent pas se rattacher à la famille de  Voisins en Languedoc.

## Armes
- D’argent à trois losanges (fusées) de gueules rangés en fasce.[3]
- De gueules à quatre fusées d'argent rangées en fasce. (armes figurant aux salles des Croisades)[4]
- De sinople  à huit merlettes d'argent, 2 , 2 et 4, au franc-quartier d’hermine. (branche de Frimbault)[1]

## Alliances
Les principales alliances de la famille de Voisins sont : de Grave, Messalan, Narbonne-Lara, Lévis, La Jugie, Canet, Thury, Marquefave, Valette, Villespassans, Barilhet, Saint-Jean d'Honous, Maurel d'Aragon, Quérigut, Alibert de Villemoustaussou, Malartic, Pins, Thezan, Rabot, Lordat, Danty, Fanian, Peiroles, Villeneuve, Musson.